# Кабеса-Боа
Кабеса-Боа (порт. Cabeça Boa; МФА: [kɐ.ˈbe.sɐ ˈbo.ɐ]) — парафія в Португалії, у муніципалітеті Торре-де-Монкорву. Розташована в північно-східній частині країни, на теренах історичної португальської провінції Трансмонтана. Входить до складу округу Браганса. За адміністративним поділом, чинним до 1976 року, терени парафії були складовою провінції Трансмонтана і Верхнє Дору. Належить до Брагансько-Мірандської діоцезії Католицької церкви. Патрон — святий Власій. Площа — 26,3719 км². Населення — 428 ос. (2011). Слабо урбанізований регіон. Густота населення — 16,23 осіб/км²
. Код — 040903.

## Населення
| Кількість мешканців | Кількість мешканців | Кількість мешканців | Кількість мешканців | Кількість мешканців | Кількість мешканців | Кількість мешканців | Кількість мешканців | Кількість мешканців | Кількість мешканців | Кількість мешканців | Кількість мешканців | Кількість мешканців | Кількість мешканців | Кількість мешканців |
| ------------------- | ------------------- | ------------------- | ------------------- | ------------------- | ------------------- | ------------------- | ------------------- | ------------------- | ------------------- | ------------------- | ------------------- | ------------------- | ------------------- | ------------------- |
| 1864                | 1878                | 1890                | 1900                | 1911                | 1920                | 1930                | 1940                | 1950                | 1960                | 1970                | 1981                | 1991                | 2001                | 2011                |
| 701                 | 742                 | 634                 | 710                 | 885                 | 838                 | 977                 | 1 024               | 1 107               | 1 046               | 750                 | 634                 | 536                 | 469                 | 428                 |